# Digital Realty
Digital Realty Trust, Inc. — американский инвестиционный фонд недвижимости (REIT), основанный в 2004 году, являющийся провайдером дата-центров, который строит, владеет, управляет и инвестирует в независимые от оператора центры обработки данных по всему миру.
Это один из самых крупных игроков на рынке ЦОД, компания сдаёт в аренду информационную инфраструктуру центров обработки данных (иногда пустые здания для организации в них ЦОДа со всеми подведёнными к ним коммуникациями и логистикой), предлагает колокацию, услуги пиринга и интерконнекта: сервис для создания приватных выделенных сетевых соединений между локальной инфраструктурой и облаком.
По состоянию на 2024 год Digital Realty располагает более чем 300 ЦОДами в более 55 городских агломерациях, в более чем 25 странах на шести континентах.
Компания котируется на бирже NYSE под тикером DLR, и входит в индекс S&P 500. По состоянию на III квартал 2024 года рыночная капитализация компании составляла $60,35 млрд, и в ней работает около 3 450 сотрудников по всему миру (на 2023 год). Компания работает в следующих регионах: Америка, EMEA и Азиатско-Тихоокеанский регион, а в числе её клиентов более 250 компаний из списка Fortune 500.

## История
Компания была основана в 2004 году частной инвестиционной компанией GI Partners, которая предоставила учреждаемой компании в качестве актива 21 центр обработки данных, приобретённых ею на аукционах по банкротству должников, у проблемных компаний со скидкой 20-40 % от общей стоимости. Всё это произошло после того как лопнул «пузырь доткомов» и обанкротилось большое количество интернет-компаний и стартапов.
4 ноября 2004 года компания стала публичной компанией посредством первичного публичного размещения акций. На тот момент компания владела 23 объектами недвижимости общей площадью 5,6 млн кв. футов.
В августе 2006 года компания приобрела недвижимость в Финиксе, штат Аризона, за $175 млн.
К марту 2007 года GI Partners продала все свои акции компании.
В январе 2010 года компания приобрела три центра обработки данных в Массачусетсе и Коннектикуте за $375 млн.
В январе 2012 года компания приобрела центр обработки данных площадью 334 тыс. кв. футов около международного аэропорта Хартсфилд-Джексон в Атланте за $63 млн в рамках сделки по обратному лизингу. Компания также приобрела центр обработки данных в Сан-Франциско за $85 млн.
В апреле 2013 года компания приобрела центр обработки данных авиакомпании Delta Air Lines в Игане, штат Миннесота, за $37 млн в рамках сделки по обратному лизингу.
В июле 2013 года компания удвоила мощность своего центра обработки данных в Чандлере, штат Аризона.
В мае 2015 года компания продала здание в Филадельфии за $161 млн, которое она приобрела в 2005 году за $59 млн.
В октябре 2015 года Digital Realty приобрела компанию Telx за $1,886 млрд.
В ноябре 2015 года компания приобрела 125,9 акров неосвоенной земли в округе Лаудон, штат Виргиния, за $43 млн и объявила о планах построить на этой территории центр обработки данных площадью 2 млн кв. футов.
В июле 2016 года компания приобрела 8 центров обработки данных в Европе у Equinix за $874 млн.
В марте 2017 года компания объявила о расширении своего центра обработки данных в Атланте стоимостью $22 млн.
В сентябре 2017 года оператор дата-центров Digital Realty завершил сделку по приобретению своего конкурента DuPont Fabros за $7,6 млрд, сделка была оплачена акциями Digital Realty — по 0,545 акции за каждую акцию DuPont Fabros. Digital Realty тогда принадлежало 145 дата-центров по всему миру, а DuPont Fabros — 12 крупных дата-центров в США. В результате слияния Digital Realty приобрёл таких клиентов, как Facebook и Yahoo!.
В этом же году одним из крупнейших клиентов Digital Realty стала компания Apple, которая в итоге сегодня арендует у Digital Realty часть площадей в 29 центрах обработки данных по всему миру.
В 2018 году Верховный суд США вынес решение в пользу компании в деле Digital Realty Trust, Inc. против Somers, в котором Digital Realty уволила сотрудника, который жаловался внутри компании на устранение надзорного контроля и сокрытие перерасходов средств. После увольнения сотрудник подал в суд на компанию, заявив, что он защищён положениями о осведомителях в законе Додда — Франка. Однако Верховный суд, сославшись на конкретные формулировки в законе Додда-Франка, постановил, что эти меры защиты применяются только к осведомителям, которые первыми уведомили SEC.
В декабре 2018 года компания приобрела компанию Ascenty за $1,8 млрд. На тот момент Ascenty управляла восемью центрами обработки данных в Бразилии.
В октябре 2019 года Digital Realty купила голландского конкурента Interxion заплатив $8,4 млрд. В то время Interxion располагал 53 центрами обработки данных, которые располагаются в 11 европейских странах и 13 крупных городах, включая Париж, Франкфурт и Амстердам. Благодаря этой сделке Digital Realty существенно расшил своё присутствие на европейском рынке и довёл количество своих ЦОДов до более чем 260 с целью «создания ведущего мирового поставщика решений для центров обработки данных, размещения оборудования и межсетевых соединений».
В январе 2021 года Digital Realty объявила о переезде штаб-квартиры компании в Остин, штат Техас.
В январе 2022 года компания объявила о приобретении 55 % акций Teraco Data Centres, которая обслуживает 7 центров обработки данных по всей Южной Африке.
10 сентября 2024 года около 7:45 утра в центре обработки данных Digital Realty в Лояне (Сингапур) возник пожар. По данным Сил гражданской обороны Сингапура, пожар возник из-за «возгорания литий-ионных батарей, размещенных в аккумуляторных комнатах на 3-м этаже четырёхэтажного здания». Отвечая на вопросы СМИ, Digital Realty заявила, что весь персонал на месте был эвакуирован из центра обработки данных к 8:15 утра, и никто не пострадал. Пожар затронул компьютерные системы компаний Lazada и ByteDance, а также доступность облака Alibaba Cloud в Сингапуре. Другие компании и платформы, которые столкнулись с перебоями в работе или ухудшением качества обслуживания, которые могли быть результатом пожара, включали DigitalOcean, Coolify и Cloudflare.

## Сотрудничество с другими компаниями отрасли
Digital Realty не только строит и управляет собственными ЦОДами, но и инвестирует средства в совместные предприятия с другими компаниями этой отрасли. Например в 2018 году Digital Realty за $1,8 млрд купила бразильскую компанию Ascenty, работающую на рынке ЦОДов в Латинской Америке, но при этом компания заключила двустороннее соглашение о долевом обязательстве с инвестиционной компанией Brookfield Asset Management, по условиям которого последняя инвестирует в Ascenty примерно $613 млн и получит 49 % в новом совместном предприятии.
Копания Digital Realty также имеет совместные инвестиционные проекты с одним из крупнейших провайдеров ЦОД в мире инвестиционной компанией Blackstone.
Иногда Digital Realty выступает посредником помогая сдать в аренду ЦОДы других компаний этой отрасли, например ранее компания SoftLayer заключала соглашение и часть своих центров обработки данных сдавала в аренду через компанию Digital Realty.

## Воздействие на окружающую среду
Digital Realty является ведущим покупателем возобновляемой энергии в отрасли и прилагает значительные усилия для перехода на возобновляемую энергию во всем своём портфеле. 126 центров обработки данных по всему миру работают на возобновляемых источниках энергии, при этом европейский портфель компании и ЦОДы в США полностью обеспечиваются возобновляемой энергией. Digital Realty имеет 1 ГВт проектов в области ветроэнергетики и солнечной энергетики по контракту в таких штатах США, как Техас, Иллинойс, Северная Каролина, Орегон, Аризона и Виргиния.